# William Ellery Channing
William Ellery Channing (Newport, 7 de abril de 1780-Bennigton, 2 de octubre de 1842), fue líder y ministro estadounidense de la Iglesia unitaria de Federal Street en Boston, Massachusetts y principal portavoz de los pastores unitaristas frente a los puritanos de Nueva Inglaterra. Su sermón Cristianismo Unitario (1819) está considerado el documento fundacional del Unitarismo estadounidense.

## Biografía

### Nacimiento y educación
Channing nació en una familia aposentada de Newport, Rhode Island. Su abuelo había sido uno de los firmantes de la Declaración de Independencia de Estados Unidos. Se crio en un estado que se había fundado sobre el principio de la libertad religiosa, una idea que fue uno de sus principios rectores a lo largo de su vida.
A los 15 años ingresó en Harvard, donde se graduó en 1798. Poco después sintió la vocación de entrar en el ministerio, y en 1802 fue aceptado para ocupar el púlpito de la iglesia de Federal Street de Boston, en la que fue ordenado al año siguiente. En 1814 contrajo matrimonio con Ruth Gibbs, una de las mujeres más ricas del país y pionera del movimiento feminista en Estados Unidos.

### La Controversia Unitaria
Las iglesias congregacionalistas de Nueva Inglaterra estaban divididas entre las conservadoras o evangélicas y las liberales. El conflicto había estallado cuando un liberal, Henry Ware, fue elegido para ocupar la cátedra de la facultad de Teología de Harvard. El líder de los conservadores, Jedediah Morse, acusó a sus colegas liberales de estar influidos por las ideas socinianas y unitaristas que florecían por entonces en Inglaterra. Channing decidió replicar, negando tales acusaciones, aunque comentando a continuación que la doctrina de la Trinidad le parecía bastante irrelevante para su práctica diaria como predicador. La carta de Channing le identificó públicamente como portavoz y líder de la facción liberal.
Las tensiones entre ambos bandos se incrementaron, hasta el punto de interrumpirse la costumbre entre las iglesias de intercambiar púlpitos como gesto de fraternidad. Finalmente, en 1819, en la ceremonia de ordenación de Jared Sparks como ministro de la Iglesia de Baltimore, Channing pronunció el histórico sermón en el que exponía la doctrina unitarista. El cisma se había consumado.

### Cristianismo Unitario
La tesis principal de Channing es que la revelación cristiana debe ser racionalmente comprensible para los creyentes, y que algunas de las doctrinas sostenidas tradicionalmente por las iglesias cristianas, empezando por el dogma de la Trinidad, carecían de dicha base racional. Channing describe la Biblia como «un libro escrito por hombres, en el lenguaje de los hombres», y que su significado debe buscarse «igual que se busca en otros libros».
La razón es una herramienta fundamental para el cristiano, según Channing: «Si la razón estuviese tan terriblemente oscurecida por la caída, que sus juicios más decisivos sobre religión fuesen indignos de confianza, entonces debería abandonarse el Cristianismo, e incluso la teología natural, pues la misma existencia y veracidad de Dios... son conclusiones de la razón y deben sostenerse o caer con ella».
Mediante el uso de la razón, Channing concluye que las Escrituras no revelan en ningún momento que Dios esté constituido por tres personas, y que una doctrina tan confusa sólo consigue desviar la mente de la plena comunión con Dios. A continuación ataca la doctrina calvinista de la predestinación, afirmando que «convierte a los hombres en máquinas». En definitiva, la misión de Cristo no fue redimir a la humanidad mediante su sacrificio, sino «evocar y fortalecer la piedad en el corazón humano».

### La libertad humana
Como se expuso al principio, la formación de Channing se llevó a cabo en un ambiente de total libertad religiosa. Esto le condujo en su época de madurez a elaborar la doctrina de la libertad como base de toda espiritualidad auténtica. En un sermón predicado en 1830, afirmó la capacidad de la mente libre para alcanzar el pleno dominio de uno mismo y la comprensión de todas las verdades de la Religión: «Llamo libre a la mente que domina los sentidos, que se protege de los apetitos animales... Llamo libre a la mente que escapa de los lazos de la materia y, en lugar de detenerse en el universo material y convertirlo en los muros de su prisión, va más allá hacia su Autor».

### Oposición a la esclavitud
Channing se manifestó contrario a la esclavitud, existente en diversos estados norteamericanos —principalmente en el Sur— a partir de 1825. En un viaje al Caribe presenció escenas de terrible crueldad que le convencieron de la manifiesta injusticia de aquella práctica. Apoyó al movimiento abolicionista, encabezado entonces por Lydia Maria Child, para conseguir la eliminación de la esclavitud en todos los estados de la Unión. Según Channing, la dignidad humana deriva de su naturaleza moral, creada por Dios, por lo que «esclavizar a una persona es un insulto a Dios».
William Ellery Channing murió en 1842 en Vermont, siendo llorado por muchos, tanto amigos como adversarios. Fue el líder religioso más influyente de su tiempo en América y su libros fueron traducidos a muchos idiomas. Entre diversos autores en los que influyó, cabe citar a Alexis de Tocqueville, Ernest Renan, John Stuart Mill y Max Weber. En España, su pensamiento fue divulgado por los krausistas.